# Blackhawk-Camino Tassajara
Blackhawk-Camino Tassajara é uma Região censo-designada localizada no Estado americano da Califórnia, no Condado de Contra Costa.

## Geografia
A área total da cidade é de 24,2 km² (9,3 mi²) waarvan slechts 0,21% water is. 

## Demografia
De acordo com o censo de 2000, a densidade populacional é de 416,7/km² (1078,9/mi²) entre os 10.048 habitantes, distribuídos da seguinte forma:
- 77,10% caucasianos
- 2,31% afro-americanos
- 0,18% nativo americanos
- 16,78% asiáticos
- 0,14% nativos de ilhas do Pacífico
- 0,75% outros
- 2,75% mestiços
- 3,89% latinos

Existem 3010 famílias na cidade, e a quantidade média de pessoas por residência é de 3,01 pessoas.

## Localidades na vizinhança
O diagrama seguinte representa as localidades num raio de 16 km ao redor de Blackhawk-Camino Tassajara. 